# Circuit Gilles-Villeneuve
Der Circuit Gilles-Villeneuve ist eine temporäre Motorsport-Rennstrecke auf der Île Notre-Dame in der kanadischen Stadt Montréal. Die Strecke wurde am 12. Juni 1982 nach dem kanadischen Rennfahrer Gilles Villeneuve benannt. Villeneuve war fünf Wochen vorher beim Großen Preis von Belgien tödlich verunglückt.
Der ursprüngliche Name Circuit Île-Notre-Dame leitete sich von der gleichnamigen Insel ab. Auf dem Stadtkurs findet seit 1978 alljährlich der Große Preis von Kanada der Formel 1 statt, Ausnahmen gab es lediglich 1987 und 2009 sowie aufgrund der COVID-19-Pandemie in den Jahren 2020 und 2021. Der Vertrag als Formel-Eins-Rennstrecke läuft bis 2031.

## Beschreibung der Strecke

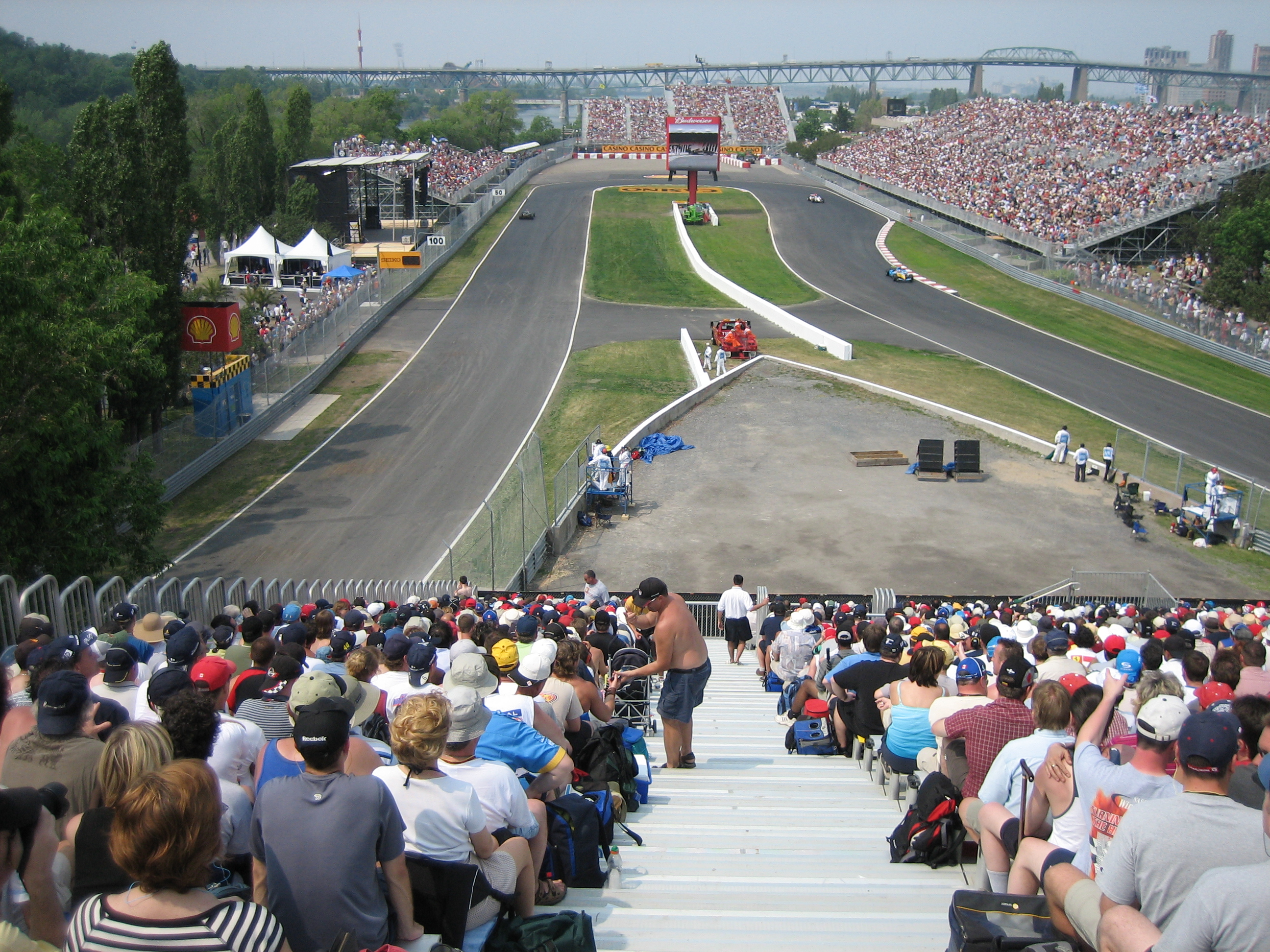
Haarnadelkurve L'Épingle

Der Kurs liegt auf der Île Notre-Dame, einer künstlichen Insel im Sankt-Lorenz-Strom, die zuvor für die Expo 67 angelegt worden war und neben der sich das Becken für die Ruderwettbewerbe der Olympischen Sommerspiele 1976 befindet. Wenn keine Rennen gefahren werden, sind Teile der Strecke für den gewöhnlichen Verkehr freigegeben. Durch die Lage auf der langgezogenen Insel ist ein schneller Rennkurs mit langen Geraden entstanden. Die Strecke hat eine Länge von 4,361 km und wird im Uhrzeigersinn befahren.
Seit dem Debüt im Jahr 1978 wurde die Streckenführung kaum variiert. Wesentliche Änderungen waren die Verlegung der Start-Ziel-Linie und der Boxengasse aus dem Bereich hinter der Haarnadelkurve  „Épingle des Stands“ hinter das Ende der Geraden „Droit du Casino“ im Jahr 1987 sowie zur Saison 2002 die Verlegung der Boxenausfahrt, die nun nicht mehr in die erste Kurve einmündet, sondern in die darauf folgende Haarnadel „Virage de Senna“ (früher: „Épingle de l'île“).
Berüchtigt ist die Strecke seit 1999 durch die „Wall of Champions“ (Mauer der Weltmeister) am Ende der letzten Schikane vor Start und Ziel, an der während des Rennens 1999 die drei F1-Weltmeister Damon Hill, Michael Schumacher und Jacques Villeneuve durch eine Kollision das Rennen vorzeitig beenden mussten. Auch Ricardo Zonta, GT1-Weltmeister 1998, strandete als Erster in der Mauer. Ironischerweise trug die Wand zu dieser Zeit die Werbeaufschrift „Bienvenue au Québec“ (Willkommen in Québec).
Die Strecke bietet eine Vergleichsmöglichkeit der drei größten Rennsport-Serien. Neben der Formel-1-Weltmeisterschaft wurden in den Jahren 2002 bis 2006 auch Läufe der amerikanischen Champ-Car-Serie durchgeführt. Seit 2007 ist auch die NASCAR Nationwide Series auf dem Circuit Gilles-Villeneuve zu Gast. Im Qualifying für den Großen Preis von Kanada 2006 war der schnellste Fahrer mit 1:14,942 Minuten rund fünf Sekunden schneller als der Sieger der Qualifikation zum Grand Prix of Montreal der Champ-Car-Serie, welcher eine Zeit von 1:20,005 Minuten erzielte.

## Statistik
| Nr. | Jahr | Fahrer                                  | Konstrukteur                            | Motor                                   | Reifen                                  | Zeit                                    | Streckenlänge                           | Runden                                  | Ø-Tempo                                 | Datum                                   | GP von |
| --- | ---- | --------------------------------------- | --------------------------------------- | --------------------------------------- | --------------------------------------- | --------------------------------------- | --------------------------------------- | --------------------------------------- | --------------------------------------- | --------------------------------------- | ------ |
| 1   | 1978 | Gilles Villeneuve                       | Ferrari                                 | Ferrari                                 | M                                       | 1:57:49,196 h                           | 4,500 km                                | 70                                      | 160,414 km/h                            | 8. Oktober                              | Kanada |
| 2   | 1979 | Alan Jones                              | Williams                                | Ford                                    | G                                       | 1:52:06,892 h                           | 4,410 km                                | 72                                      | 169,926 km/h                            | 30. September                           | Kanada |
| 3   | 1980 | Alan Jones                              | Williams                                | Ford                                    | G                                       | 1:46:45,530 h                           | 4,410 km                                | 70                                      | 173,494 km/h                            | 28. September                           | Kanada |
| 4   | 1981 | Jacques Laffite                         | Ligier                                  | Matra                                   | M                                       | 2:01:25,205 h                           | 4,410 km                                | 63                                      | 137,290 km/h                            | 27. September                           | Kanada |
| 5   | 1982 | Nelson Piquet                           | Brabham                                 | BMW                                     | G                                       | 1:46:39,577 h                           | 4,410 km                                | 70                                      | 173,655 km/h                            | 13. Juni                                | Kanada |
| 6   | 1983 | René Arnoux                             | Ferrari                                 | Ferrari                                 | G                                       | 1:48:31,838 h                           | 4,410 km                                | 70                                      | 170,661 km/h                            | 12. Juni                                | Kanada |
| 7   | 1984 | Nelson Piquet                           | Brabham                                 | BMW                                     | M                                       | 1:46:23,748 h                           | 4,410 km                                | 70                                      | 174,086 km/h                            | 17. Juni                                | Kanada |
| 8   | 1985 | Michele Alboreto                        | Ferrari                                 | Ferrari                                 | G                                       | 1:46:01,813 h                           | 4,410 km                                | 70                                      | 174,686 km/h                            | 16. Juni                                | Kanada |
| 9   | 1986 | Nigel Mansell                           | Williams                                | Honda                                   | G                                       | 1:42:26,415 h                           | 4,410 km                                | 69                                      | 178,225 km/h                            | 15. Juni                                | Kanada |
|     |      |                                         |                                         |                                         |                                         |                                         |                                         |                                         |                                         |                                         | Kanada |
| 10  | 1988 | Ayrton Senna                            | McLaren                                 | Honda                                   | G                                       | 1:39:46,618 h                           | 4,390 km                                | 69                                      | 182,152 km/h                            | 12. Juni                                | Kanada |
| 11  | 1989 | Thierry Boutsen                         | Williams                                | Renault                                 | G                                       | 2:01:24,073 h                           | 4,390 km                                | 69                                      | 149,707 km/h                            | 18. Juni                                | Kanada |
| 12  | 1990 | Ayrton Senna                            | McLaren                                 | Honda                                   | G                                       | 1:42:56,400 h                           | 4,390 km                                | 70                                      | 179,114 km/h                            | 10. Juni                                | Kanada |
| 13  | 1991 | Nelson Piquet                           | Benetton                                | Ford                                    | P                                       | 1:38:51,490 h                           | 4,430 km                                | 69                                      | 185,520 km/h                            | 2. Juni                                 | Kanada |
| 14  | 1992 | Gerhard Berger                          | McLaren                                 | Honda                                   | G                                       | 1:37:08,299 h                           | 4,430 km                                | 69                                      | 188,805 km/h                            | 14. Juni                                | Kanada |
| 15  | 1993 | Alain Prost                             | Williams                                | Renault                                 | G                                       | 1:36:41,822 h                           | 4,430 km                                | 69                                      | 189,667 km/h                            | 13. Juni                                | Kanada |
| 16  | 1994 | Michael Schumacher                      | Benetton                                | Ford                                    | G                                       | 1:44:31,887 h                           | 4,450 km                                | 69                                      | 176,244 km/h                            | 12. Juni                                | Kanada |
| 17  | 1995 | Jean Alesi                              | Ferrari                                 | Ferrari                                 | G                                       | 1:44:54,171 h                           | 4,430 km                                | 68                                      | 172,297 km/h                            | 11. Juni                                | Kanada |
| 18  | 1996 | Damon Hill                              | Williams                                | Renault                                 | G                                       | 1:36:03,465 h                           | 4,421 km                                | 69                                      | 190,541 km/h                            | 16. Juni                                | Kanada |
| 19  | 1997 | Michael Schumacher                      | Ferrari                                 | Ferrari                                 | G                                       | 1:17:40,646 h                           | 4,421 km                                | 54                                      | 184,404 km/h                            | 15. Juni                                | Kanada |
| 20  | 1998 | Michael Schumacher                      | Ferrari                                 | Ferrari                                 | G                                       | 1:40:57,355 h                           | 4,421 km                                | 69                                      | 181,296 km/h                            | 7. Juni                                 | Kanada |
| 21  | 1999 | Mika Häkkinen                           | McLaren                                 | Mercedes                                | B                                       | 1:41:35,727 h                           | 4,421 km                                | 69                                      | 180,155 km/h                            | 13. Juni                                | Kanada |
| 22  | 2000 | Michael Schumacher                      | Ferrari                                 | Ferrari                                 | B                                       | 1:41:12,313 h                           | 4,421 km                                | 69                                      | 180,850 km/h                            | 18. Juni                                | Kanada |
| 23  | 2001 | Ralf Schumacher                         | Williams                                | BMW                                     | M                                       | 1:34:31,522 h                           | 4,421 km                                | 69                                      | 193,630 km/h                            | 10. Juni                                | Kanada |
| 24  | 2002 | Michael Schumacher                      | Ferrari                                 | Ferrari                                 | B                                       | 1:33:36,111 h                           | 4,361 km                                | 70                                      | 195,682 km/h                            | 9. Juni                                 | Kanada |
| 25  | 2003 | Michael Schumacher                      | Ferrari                                 | Ferrari                                 | B                                       | 1:31:13,591 h                           | 4,361 km                                | 70                                      | 200,777 km/h                            | 15. Juni                                | Kanada |
| 26  | 2004 | Michael Schumacher                      | Ferrari                                 | Ferrari                                 | B                                       | 1:28:24,803 h                           | 4,361 km                                | 70                                      | 207,165 km/h                            | 13. Juni                                | Kanada |
| 27  | 2005 | Kimi Räikkönen                          | McLaren                                 | Mercedes                                | M                                       | 1:32:09,290 h                           | 4,361 km                                | 70                                      | 198,755 km/h                            | 12. Juni                                | Kanada |
| 28  | 2006 | Fernando Alonso                         | Renault                                 | Renault                                 | M                                       | 1:34:37,308 h                           | 4,361 km                                | 70                                      | 193,573 km/h                            | 25. Juni                                | Kanada |
| 29  | 2007 | Lewis Hamilton                          | McLaren                                 | Mercedes                                | B                                       | 1:44:11,292 h                           | 4,361 km                                | 70                                      | 175,799 km/h                            | 10. Juni                                | Kanada |
| 30  | 2008 | Robert Kubica                           | BMW Sauber                              | BMW                                     | B                                       | 1:36:24,447 h                           | 4,361 km                                | 70                                      | 189,987 km/h                            | 8. Juni                                 | Kanada |
|     |      |                                         |                                         |                                         |                                         |                                         |                                         |                                         |                                         |                                         | Kanada |
| 31  | 2010 | Lewis Hamilton                          | McLaren                                 | Mercedes                                | B                                       | 1:33:53,456 h                           | 4,361 km                                | 70                                      | 195,079 km/h                            | 13. Juni                                | Kanada |
| 32  | 2011 | Jenson Button                           | McLaren                                 | Mercedes                                | P                                       | 4:04:39,537 h                           | 4,361 km                                | 70                                      | 074,864 km/h                            | 12. Juni                                | Kanada |
| 33  | 2012 | Lewis Hamilton                          | McLaren                                 | Mercedes                                | P                                       | 1:32:29.586 h                           | 4,361 km                                | 70                                      | 198,028 km/h                            | 10. Juni                                | Kanada |
| 34  | 2013 | Sebastian Vettel                        | Red Bull                                | Renault                                 | P                                       | 1:32:09,143 h                           | 4,361 km                                | 70                                      | 198,760 km/h                            | 9. Juni                                 | Kanada |
| 35  | 2014 | Daniel Ricciardo                        | Red Bull                                | Renault                                 | P                                       | 1:39:12,830 h                           | 4,361 km                                | 70                                      | 184,613 km/h                            | 8. Juni                                 | Kanada |
| 36  | 2015 | Lewis Hamilton                          | Mercedes                                | Mercedes                                | P                                       | 1:31:53,145 h                           | 4,361 km                                | 70                                      | 199,337 km/h                            | 7. Juni                                 | Kanada |
| 37  | 2016 | Lewis Hamilton                          | Mercedes                                | Mercedes                                | P                                       | 1:31:05,296 h                           | 4,361 km                                | 70                                      | 201,082 km/h                            | 12. Juni                                | Kanada |
| 38  | 2017 | Lewis Hamilton                          | Mercedes                                | Mercedes                                | P                                       | 1:33:05,154 h                           | 4,361 km                                | 70                                      | 196,767 km/h                            | 11. Juni                                | Kanada |
| 39  | 2018 | Sebastian Vettel                        | Ferrari                                 | Ferrari                                 | P                                       | 1:28:31,377 h                           | 4,361 km                                | 68                                      | 200,997 km/h                            | 10. Juni                                | Kanada |
| 40  | 2019 | Lewis Hamilton                          | Mercedes                                | Mercedes                                | P                                       | 1:29:07,084 h                           | 4,361 km                                | 70                                      | 205,527 km/h                            | 9. Juni                                 | Kanada |
| -   | 2020 | abgesagt aufgrund der COVID-19-Pandemie | abgesagt aufgrund der COVID-19-Pandemie | abgesagt aufgrund der COVID-19-Pandemie | abgesagt aufgrund der COVID-19-Pandemie | abgesagt aufgrund der COVID-19-Pandemie | abgesagt aufgrund der COVID-19-Pandemie | abgesagt aufgrund der COVID-19-Pandemie | abgesagt aufgrund der COVID-19-Pandemie | abgesagt aufgrund der COVID-19-Pandemie | Kanada |
| -   | 2021 | abgesagt aufgrund der COVID-19-Pandemie | abgesagt aufgrund der COVID-19-Pandemie | abgesagt aufgrund der COVID-19-Pandemie | abgesagt aufgrund der COVID-19-Pandemie | abgesagt aufgrund der COVID-19-Pandemie | abgesagt aufgrund der COVID-19-Pandemie | abgesagt aufgrund der COVID-19-Pandemie | abgesagt aufgrund der COVID-19-Pandemie | abgesagt aufgrund der COVID-19-Pandemie | Kanada |
| 41  | 2022 | Max Verstappen                          | Red Bull                                | RBPT                                    | P                                       | 1:36:21,757 h                           | 4,361 km                                | 70                                      | 190,076 km/h                            | 19. Juni                                | Kanada |
| 42  | 2023 | Max Verstappen                          | Red Bull                                | Honda RBPT                              | P                                       | 1:33:58,348 h                           | 4,361 km                                | 70                                      | 194,910 km/h                            | 18. Juni                                | Kanada |
| 43  | 2024 | Max Verstappen                          | Red Bull                                | Honda RBPT                              | P                                       | 1:45:47,927 h                           | 4,361 km                                | 70                                      | 173,123 km/h                            | 9. Juni                                 | Kanada |
| 44  | 2025 | George Russell                          | Mercedes                                | Mercedes                                | P                                       | 1:31:52,688 h                           | 4,361 km                                | 70                                      | 199,353 km/h                            | 15. Juni                                | Kanada |

Rekordsieger
Fahrer: Lewis Hamilton / Michael Schumacher (je 7), Nelson Piquet / Max Verstappen (je 3)
Fahrernationen: Großbritannien (11), Deutschland (10), Brasilien (5)
Konstrukteure: Ferrari (11), McLaren (9), Williams (7)
Motorenhersteller: Ferrari / Mercedes (je 11), Renault (6)
Reifenhersteller: Goodyear (16), Pirelli (14), Bridgestone (8)